# Adam Asnyk
Adam Asnyk (11 tháng 9 năm 1838 - 2 tháng 8 năm 1897), là một nhà thơ và nhà viết kịch người Ba Lan trong thời đại chủ nghĩa Thực chứng. Sinh ra trong một gia đình ở Kalisz, ông được giáo dục để trở thành người thừa kế gia sản của gia đình. Ông đã được giáo dục tại Viện Nông nghiệp và Lâm nghiệp ở Marymont và sau đó là Trường Phẫu thuật Y khoa ở Warsaw. Ông tiếp tục học ở nước ngoài tại Breslau, Paris và Heidelberg. Năm 1862, ông trở lại Quốc hội Ba Lan và tham gia cuộc nổi dậy tháng 1 chống lại sự cai trị của Nga. Vì lẽ đó, ông phải chạy trốn khỏi đất nước và định cư tại Heidelberg, nơi mà vào năm 1866, ông nhận được bằng tiến sĩ triết học. Không lâu sau, ông trở về Ba Lan và định cư tại vùng đất do Áo nắm giữ, ban đầu ở Lwów và sau đó là Kraków.

## Cuộc đời và sự nghiệp
Năm 1875, Asnyk kết hôn với Zofia née Kaczorowska, người mà ông có một con trai, Włodzimierz, và khoảng thời gian đó ông bắt đầu sự nghiệp làm nhà báo. Ông là biên tập viên của tờ Reforma có trụ sở tại Krakow, vào năm 1884, ông cũng được chọn vào hội đồng thành phố của Krakow. Năm năm sau, ông được bầu vào Diet of Galicia and Lodomeria
Trong khoảng thời gian đó, ông trở thành một trong những người đàn ông nổi bật nhất về văn hóa ở Ba Lan. Trong số các sáng kiến của ông là việc thành lập Hiệp hội các trường phổ biến và đưa tro cốt của Adam Mickiewicz đến Ba Lan. Ông cũng là một trong những thành viên đầu tiên của Hội Tatra. Ông qua đời vào ngày 2 tháng 8 năm 1897 tại Kraków và được chôn cất tại nhà thờ Skałka, nơi chôn cất một số người Ba Lan nổi tiếng nhất, đặc biệt là những người sống ở Kraków.

## Bậc thầy thơ ca
Adam Asnyk là một bậc thầy về câu thơ. Một số bài thơ của ông, ví dụ Ulewa (Cơn mưa lớn) hay Daremne żale (Sự hối tiếc của Vain), là một trong những ví dụ hay nhất về trường phái iambic trong văn học Ba Lan. Bài thơ Wśród przełomu  (Ở bước đột phá) có lẽ là lần đầu tiên sử dụng vần điệu hoàng gia trong thơ gốc Ba Lan. Sự đa dạng hóa của ông thường được thảo luận bởi các học giả nổi tiếng người Ba Lan, trong số đó có Maria Dłuska và Lucylla Pszczołowska.

## Sách thơ
- Nad głębiami (Over the Depths) (1883-1894)
- Poezje (1869)
- Poezje (1872)
- Poezje (1880)
- Poezje (1894)